# Пьетра-де-Джорджи
Пьетра-де-Джорджи (итал. Pietra de' Giorgi) — коммуна в Италии, располагается в регионе Ломбардия, в провинции Павия.
Население составляет 894 человека (2008 г.), плотность населения составляет 81 чел./км². Занимает площадь 11 км². Почтовый индекс — 27040. Телефонный код — 0385.
Покровителем коммуны почитается святой Антоний Великий, празднование 17 января.

## Демография
Динамика населения:

## Администрация коммуны
- Официальный сайт: http://www.comune.pietradegiorgi.pv.it/